# コンクリートダム
コンクリートダム（英語　Concrete Dam）とは、コンクリートを主要材料として堰堤を形成するダム。基礎岩盤の強弱や経済性などにより、以下の型式に細分化される。

## 種類

### 重力式コンクリートダム

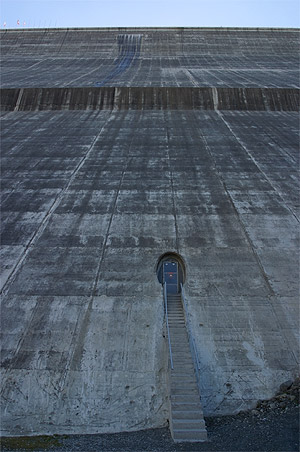
重力式コンクリートダム（グランド・ディクセンスダム）

英語では「グラビティーダム」と呼ぶ。コンクリートの質量を利用し、ダムの自重と重力で水圧に耐える点が特徴である。ダムとしては最も頑丈な型式であり、地震や洪水に強いことが利点であるため、地震や降水量の多い日本では最も適した型式でもある。膨大なコンクリート量が必要ではあるが、近年ではそれを軽減する工法が開発されている。基礎地盤が堅固な場所への建設が望ましいが、様々な対策によって比較的地盤の悪い場所でも建設されることがあり、全世界で建設されている。
| ダム名                     | 所在地        | 堤高 (m) | 総貯水 容量 （千m3） | 完成年 | 備考   |
| -------------------------- | ------------- | -------- | -------------------- | ------ | ------ |
| グランド・ディクセンスダム | スイス        | 285.0    | 401,000              | 1961年 |        |
| アルバロ・オブリゴンダム   | メキシコ      | 260.0    | 13,000               | 1946年 |        |
| キシャウダム               | インド        | 236.0    | 1,810,000            | －     | 建設中 |
| 奥只見ダム                 | 福島県 新潟県 | 157.0    | 601,000              | 1960年 |        |
| 宮ヶ瀬ダム                 | 神奈川県      | 156.0    | 193,000              | 2000年 |        |
| 浦山ダム                   | 埼玉県        | 156.0    | 58,000               | 1998年 |        |

### 中空重力式コンクリートダム

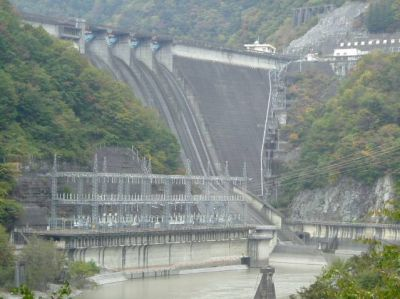
中空重力式コンクリートダム（畑薙第一ダム）

英語では「ホローグラビティダム」と呼ぶ。ダム堤体内部に空洞を有する重力式コンクリートダムであり、コンクリートが高価だった時代に総工事費を節減させる目的で開発された型式である。基礎地盤との接地面を広く取ることにより、重力式と同等の耐水圧性を獲得した。ダム上流部に通称「タコ足」と呼ばれる凹凸がある点が、外観的特徴である。イタリアで開発されて日本で盛んに建設されたが、中空部分の型枠作成が複雑であるため、それを形成するための人件費が高騰し、かつコンクリートが廉価になったことにより、次第に建設実績は減少していった。単体では日本の畑薙第一ダムが世界一の高さを誇るが、複合型を含めた場合はブラジル・パラグアイ国境のイタイプダム (196.0 m) が最も高い。
| ダム名       | 所在地 | 堤高 (m) | 総貯水 容量 （千m3） | 完成年 | 備考 |
| ------------ | ------ | -------- | -------------------- | ------ | ---- |
| 畑薙第一ダム | 静岡県 | 125.0    | 107,400              | 1962年 |      |
| 井川ダム     | 静岡県 | 103.6    | 150,000              | 1957年 |      |
| 内の倉ダム   | 新潟県 | 82.5     | 24,800               | 1972年 |      |

### バットレスダム

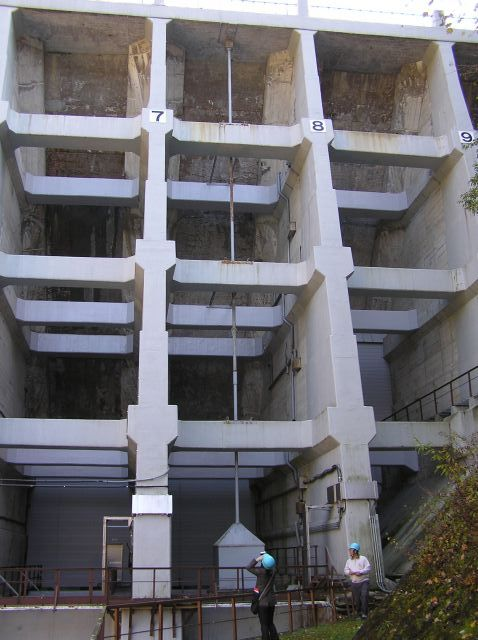
バットレスダム（丸沼ダム）

ダム上流部に止水壁を設け、壁にかかる水圧を扶壁（ふへき）という支壁で支える型式。この扶壁を英語で「バットレス」と呼ぶことから、この名が付く。日本名では「扶壁ダム」とも呼ぶ。コンクリートが非常に高価だった時期に経済性を追求するため、コンクリート量を節減する目的で建設された。しかし、地震に弱く洪水の処理にも問題が生じるうえ、扶壁を形成する型枠作成のコストが高騰し、相対的に通常のコンクリートダム建設が安価となったことから、次第に建設されなくなった。世界的にはあまり多くは建設されていないが、コンバインダムであるイタイプダムのバットレスダム部が世界で最も高いダムとなる。
| ダム名     | 所在地 | 堤高 (m) | 総貯水 容量 （千m3） | 完成年 | 備考 |
| ---------- | ------ | -------- | -------------------- | ------ | ---- |
| ゼーヤダム | ロシア | 115.0    | 68,400,000           | 1977年 |      |
| 丸沼ダム   | 群馬県 | 32.1     | 13,600               | 1931年 |      |
| 笹流ダム   | 北海道 | 25.3     | 607                  | 1923年 |      |
| 恩原ダム   | 岡山県 | 24.0     | 2,946                | 1928年 |      |

### アーチ式コンクリートダム

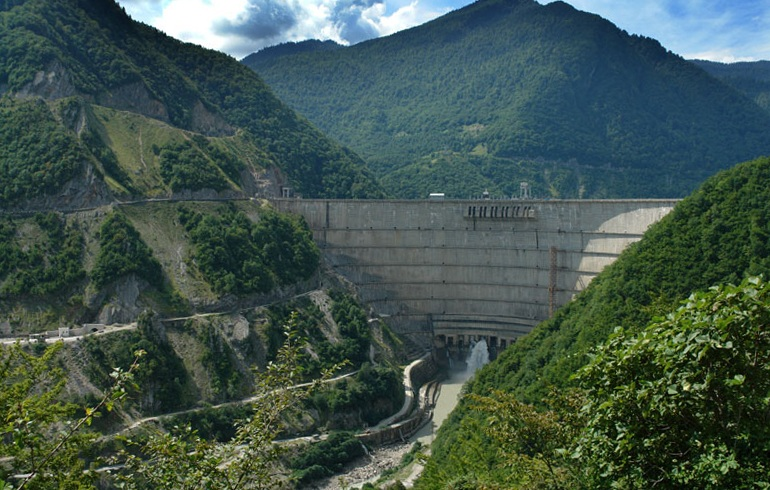
アーチ式コンクリートダム（イングリダム）

ダム自体の自重と重力で水圧を支えるのではなく、アーチを形成することで水圧をダム両岸の基礎岩盤に分散させ、水圧を支える型式。したがって、両側岩盤は安山岩や花崗岩など、きわめて堅固な岩盤であることが絶対条件となる。コンクリートの量を少なく抑えられることから経済的であるが、構造計算が複雑であるため、高度な技術を要する。亜型として、アーチダムに重力式コンクリートダムの特性を兼ね備えた重力式アーチダム、複数のアーチが連なり構造的にバットレスダムに近似するマルチプルアーチダムがある。世界で高さ 200 m を超えるハイダムで多く採用されており、特にスイスや中近東に多い。
| ダム名           | 所在地   | 堤高 (m) | 総貯水 容量 （千m3） | 完成年 | 備考   |
| ---------------- | -------- | -------- | -------------------- | ------ | ------ |
| 小湾ダム         | 中国     | 292.0    | 15,100,000           | －     | 建設中 |
| イングリダム     | グルジア | 272.0    | 1,100,000            | 1980年 |        |
| モーボアソンダム | スイス   | 250.0    | 211,500              | 1957年 |        |
| 黒部ダム         | 富山県   | 186.0    | 199,285              | 1963年 |        |
| 温井ダム         | 広島県   | 156.0    | 82,000               | 2001年 |        |
| 奈川渡ダム       | 長野県   | 155.0    | 123,000              | 1969年 |        |

### 台形CSGダム

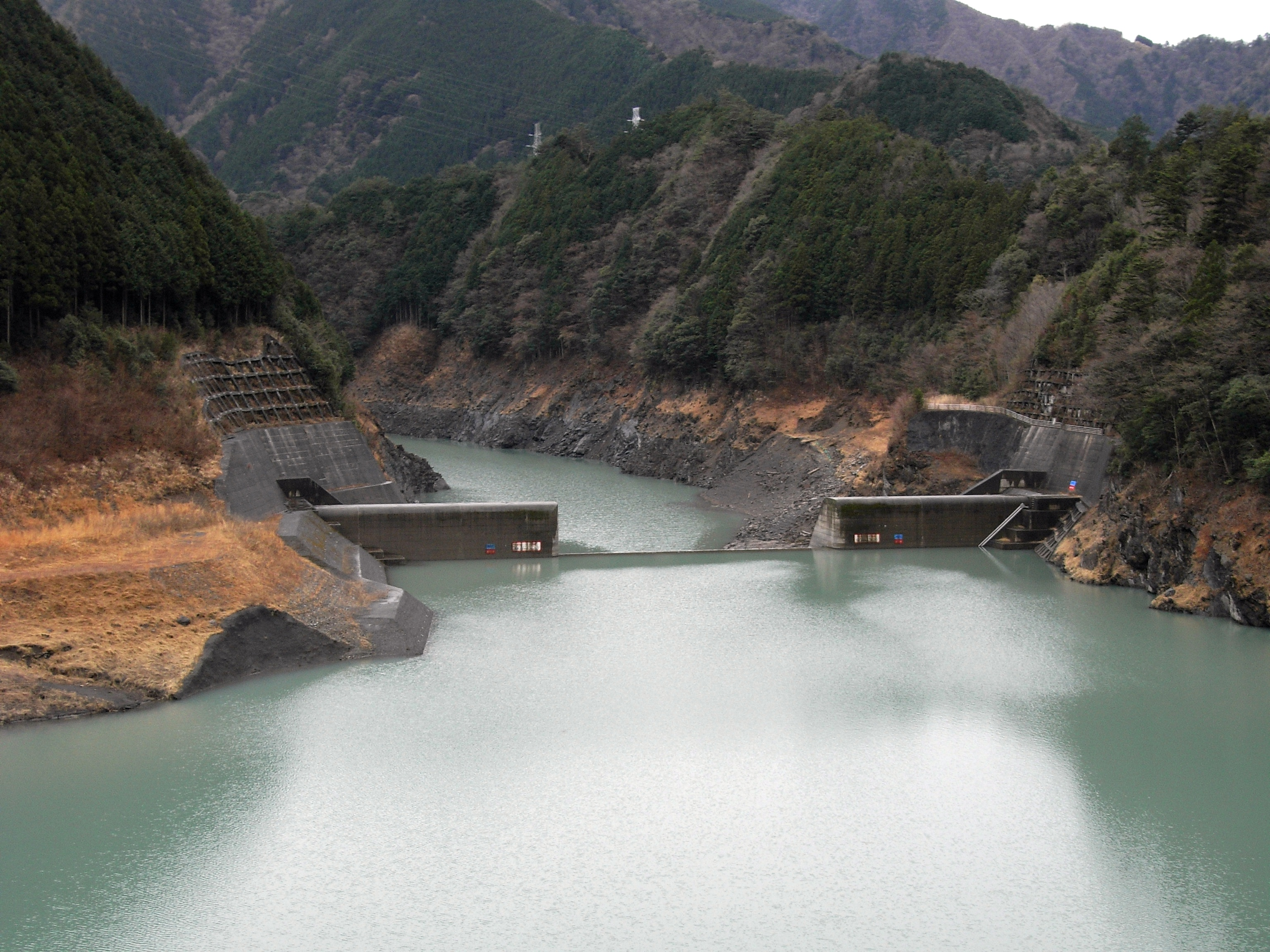
台形CSGダム（長島貯砂ダム）

厳密にはコンクリートダムとは言いがたいが、便宜的に掲載する。CSG とは"Cemented Sand and Gravel"の意味でセメント・サンド（砂）・グラベル（砂利）の頭文字であり、直訳すると「セメントで固めた砂礫（されき）」となる。日本で開発された新しいダム型式。コンクリートと砂、川砂利を水で混合した後に台形にダム本体を建設してゆく方法で建設される。従来のコンクリートダムは良質なコンクリート骨材の選別が必須であったが、この型式であれば材質の優劣関係なく骨材を用いることが可能となり、経済性で優れる。ただし、2007年時点で稼働しているダムは無く、地震への耐久性や洪水処理の面において課題が残されている。
| ダム名     | 所在地 | 堤高 (m) | 総貯水 容量 （千m3） | 完成年 | 備考   |
| ---------- | ------ | -------- | -------------------- | ------ | ------ |
| 鳥海ダム   | 山形県 | 82.0     | 44,100               | －     | 建設中 |
| 増田川ダム | 群馬県 | 76.3     | 5,800                | －     | 建設中 |
| 本明川ダム | 長崎県 | 64.0     | 8,600                | －     | 建設中 |